# Џошуа Нкомо
Џошуа Нкомо (енгл. Joshua Nkomo; Матопос, 19. јун 1917 — Хараре, 1. јул 1999) био је зимбабвеански револуционар, политичар и државник који је између 1990. и 1999. године био и заменик председника републике. 

## Биографија
Један од водећих бораца за независност Јужне Родезије и оснивача Републике Зимбабве. Основао је и између 1961. и 1987. године водио Афрички народни савез Зимбабвеа (ЗАПУ) који је тада ушао у састав Мугабеове партије ЗАНУ-ПФ. До уједињења две партије дошло је након ескалације међуетничких сукоба и бруталне интервенције војске Зимбабвеа на западу земље усмерене у првом реду на припаднике народа Ндебеле који су подржавали ЗАПУ.
Нкомо је био један од водећих синдикалаца који је временом напредовао до позиције председника забрањене Националне демократске партије. Под расистичким белачким режимом у Родезији био је осуђен на десет година затвора. Након пуштања на слободу 1974. године кроз партију ЗАПУ и њено војно крило допринео је паду расистичког режима и ослобођењу своје земље као вођа једног од два највећа покрета отпора у Зимбабвеу.
Порастом међуетничких тензија након независности 1980. године, Нкомо 1983. бежи из земље у страху за властиту безбедност. 1987. године враћа се у земљу и потписује контроверзни Споразум о уједињењу партије ЗАПУ са Мугабеовим ЗАНУ-ом чиме се желело зауставити насиље који су неки описивали и као геноцид. Као једна од централних политичких личности у земљи, Нкомо је стекао многе надимке, попут "Умафукуфуку" што на ндебелском језику значи "Отац Зимбабвеа" као и "Чибвечитедза" што на шона језику значи "клизави камен".